# Alarma TV
Alarma TV es un programa de noticias estadounidense de lengua español conocido por brindar noticias inusuales, a menudo utilizando videos que circulan en Internet que incluyen escenas violentas o sexuales. El programa es producido por Estrella TV desde 2007 y es presentado por Janice Villagrán y Jorge Antolín. 

## Polémica emisión en Brasil
El 1 de octubre de 2019, el programa comenzó a transmitirse en Brasil por SBT pero fue cancelado al día siguiente por baja audiencia. El 3 de octubre, el programa vuelve al aire, justo antes del programa infantil Bom Dia & Cia, que generó críticas en las redes sociales por el contenido mostrado. Los sábados por la tarde se proyectaría una encuesta, pero el público no la aprobó y pronto fue eliminada. 